# Segon Aixecament Serbi
El Segon Aixecament Serbi (serbi: Други српски устанак / Drugi srpski ustanak, turc: İkinci Sırp Ayaklanması) fou la segona fase de la Revolució Sèrbia contra l'Imperi Otomà, que va esclatar poc després de la re-annexió del país per l'Imperi Otomà el 1813. L'ocupació havia estat forçada per la desfeta del Primer Aixecament Serbi (1804–1813), durant el qual Sèrbia va existir com a estat independent de facto durant més d'una dècada. La segona revolució va tenir com a resultat una quasi-independència de Sèrbia respecte l'Imperi Otomà. Es va establir el Principat de Sèrbia, governat per un parlament, constitució i dinastia propis. La independència de iure, no obstant, no es va aconseguir fins al 1878, després del que es va decidir al Congrés de Berlín.

## Situació original
El Primer Aixecament Serbi va alliberar el país durant un temps significatiu (1804–1813) de l'Imperi Otomà; per primera vegada en tres segles, els serbis s'havien governat per si mateixos sense dependre ni de l'Imperi Otomà ni de la monarquia dels Habsburg. Després de la caiguda del Primer Aixecament Serbi el 1813, la majoria dels comandants van fugir cap a la monarquia dels Habsburg, incloent Karađorđe Petrović, el seu líder principal.
Només alguns comandants, Miloš Obrenović, Stanoje Glavaš etc. van quedar-se a Sèrbia provant de protegir diplomàticament la població.

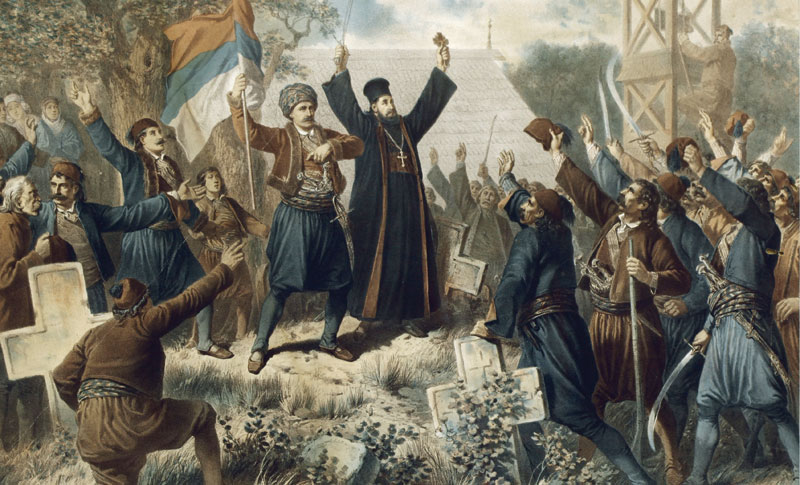
L'aixecament de Takovo, de Vinzenz Katzler, 1882

Miloš Obrenović es va rendir als otomans i va rebre el títol d'"obor-knez" ("líder principal"). Stanoje Glavaš també es va rendir als turcs i el van fer supervisor d'una carretera, però el van matar quan van començar a sospitar-ne. Hadži Prodan Gligorijević sabia que els turcs l'arrestarien, i va provar de fer un nou aixecament el 1814, però Obrenović va considerar que no era el moment per un aixecament i no va ajudar-lo.
L'Aixecament de Hadži Prodan va fracassar aviat i va fugir cap a Àustria. Després d'aquesta revolta fracassada, els turcs van infligir més repressió contra els serbis, amb impostos més elevats, treballs forçats i violacions. El març de 1815, els serbis van fer algunes reunions i van decidir de tornar-se a revoltar.

## Aixecament

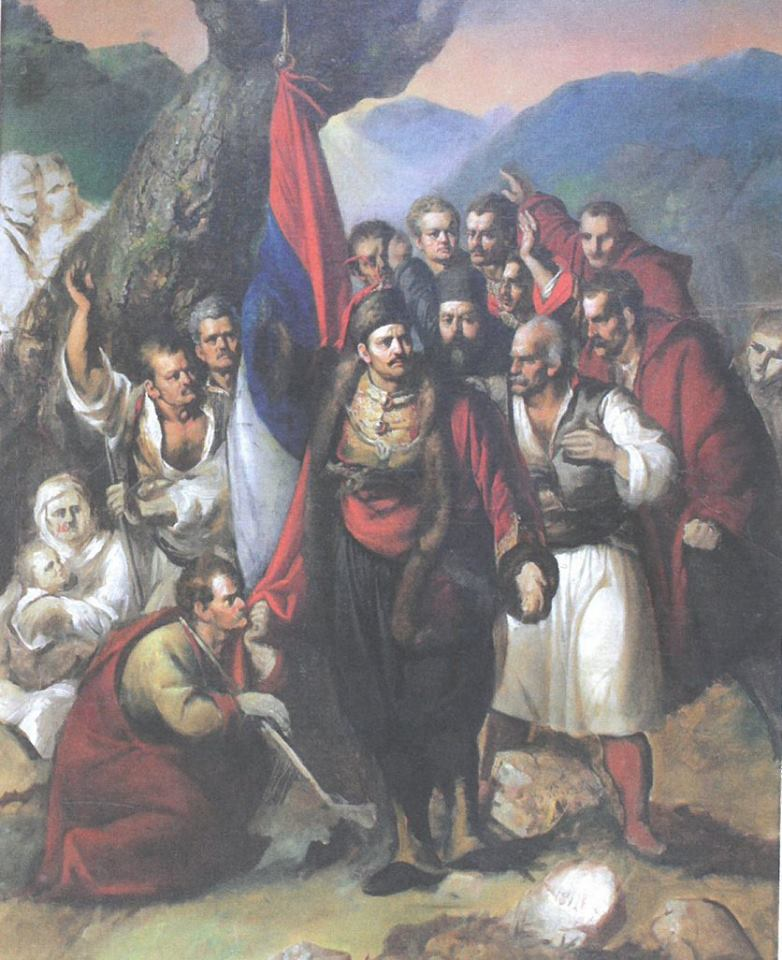
L'aixecament de Takovo, de Đura Jakšić, 1876–78

El consell nacional va proclamar la revolta oberta contra l'Imperi Otomà a Takovo el 23 d'abril de 1815. Miloš Obrenović fou triat com a líder i va pronunciar unes paraules que es van fer famoses, "Sóc aquí, i sou aquí. Guerra als turcs!" Quan els otomans van descobrir la nova revolta van sentenciar tots els líders a mort. Els serbis van lluitar en batalles a Rudnik, Ljubić, Palež, Valjevo, Čačak, Karanovac, Požarevac, Kragujevac, Jagodina, i Dublje i van foragitar els otomans del Pashalik de Belgrad.
Una carta de Milos al prevere ortodox Matea Nenadovic deia: 
"Us escrivim des de Zabrezje (poble de Palez - Obrenovac) hem pres Valjevo, Rudnik, Kragujevac, Jagodinu, Palez i molts llocs, no han mort ni 50 soldats serbis i més de 2000 soldats turcs han mort".
Batalle de Ljubic 8 de maig de 1815 – 6 de juny de 1815:
Serbis: Uns 1500 morts.
Turcs: 6700 morts, Caja Pasa mort.
Resultat: victòria sèrbia.
Batalla de Palez 1815:
Serbis: Cap mort, algun ferit.
Turcs: 150 morts, 100 ofegats al riu Kolubara, 30 soldats capturats i tres canons.
Resultat: victòria sèrbia.
Batalla de Pozarevac 1 de juliol de 1815 – 7 de juliol de 1815
Serbis: poques pèrdues.
Turcs: greus pèrdues, un canó capturat, el comandant turc Delibasa mort.
Resultat: victòria sèrbia.

Batalla de Dublje 26 de juliol de 1815:
Serbis: 50 morts, inclosos dos comandants serbis, Sima Nenadovic i Milic Drincic.
Turcs: 1199 morts, 23 presoners, Osman-Beg mort, Ibrahim-Pasa capturat.
Resultat: victòria sèrbia.

Rudnik: Greus pèrdues turques, 27 soldats turcs, incloent el comandant, morts. El comandant serbi Arsenija Loma ferit al cap.
Druzetic: 200 víctimes turques, els serbis cap.
Kragujevac: 500 soldats turcs morts, 300 ferits, pèrdues sèrbies desconegudes, la ciutat de Kragujevac capturada pels serbis.
Jagodina: 150 víctimes turques, la ciutat de Jagodina capturada pels serbis.
Karanovac: lluita intensa, resolta diplomàticament. Els turcs s'han retirat de la ciutat, els serbis l'han presa.
Batočina: 400 soldats turcs fets presoners.
A mitjans de 1815, van començar les primeres negociacions entre Miloš Obrenović i Marashli Ali Pasha, el governador otomà. Miloš Obrenović va obtenir una mena d'autonomia parcials per als serbis i, el 1816, la Porta va signar diferents documents per la normalització de relacions entre serbis i turcs. El resultat va ser el reconeixement del Principat de Sèrbia per l'Imperi Otomà. Miloš Obrenović va rebre el títol de príncep de Sèrbia. Encara que el principat pagava un import anual a la Porta i va tenir una guarnició de tropes turques a Belgrad fins al 1867, era, a efectes pràctics, un estat independent. Durant el regnat del net del germà de Miloš, Milà, Sèrbia va obtenir la independència formal amb el Congrés de Berlín de 1878.
El 1817, Miloš Obrenović va aconseguir de forçar Marashli Ali Pasha a negociar un acord no escrit, acte que acabava de fet el Segon Aixecament Serbi. El mateix any, Karađorđe, el líder del Primer Aixecament, va tornar a Sèrbia i fou assassinat.

## Conseqüències
La Convenció d'Akkerman signat el 7 d'octubre de 1826 va concedir autonomia al Principat de Sèrbia i la semi-independència de Sèrbia fou reafirmada per un Firman de la Porta el 1830, i el 1835 es va Sèrbia va promulgar la primera constitució dels Balcans. Introduïa el Parlament Serbi com a institució permanent i establia la dinastia Obrenović com a hereva legítima del tron de Sèrbia. També descrivia Sèrbia com a Principat parlamentari independent, cosa que va indignar l'Imperi Otomà i l'Habsburg.